# Оборіг (театр)
«Оборіг» — народний аматорський драматичний колектив, що діє при Народному Домі села Оброшино з 1989 року.
Село: Оброшино
Засновано: 1989 р.
Керівники:
- 1989—2000 рр. — Михайло Гарух
- 2000—2006 рр. — Іван Островський

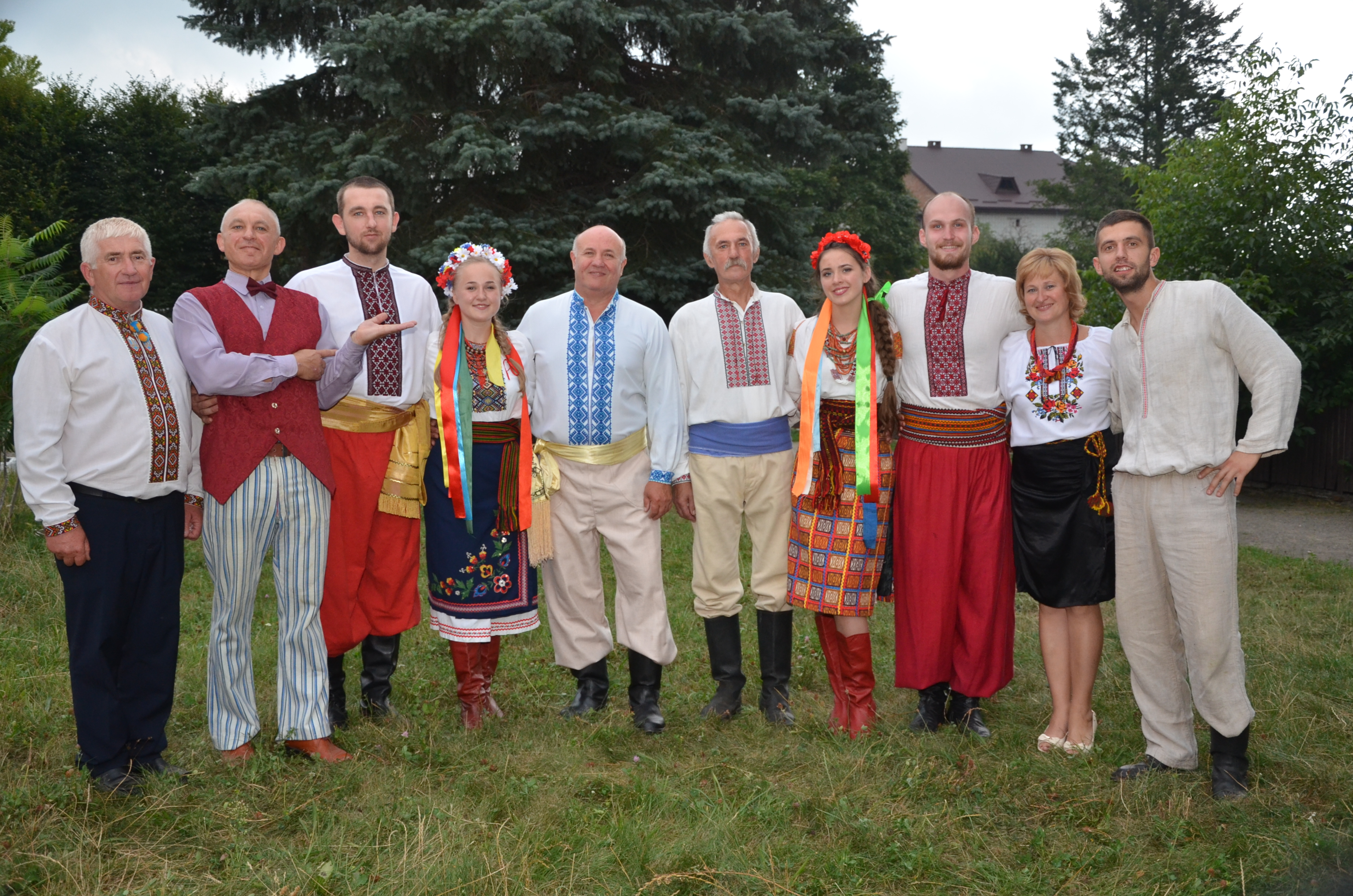
Колектив народного театру «Оборіг»

- з 2006 р. і до сьогодні — Зоряна Рогожинська

Тип: драматичний
Статус: народний 

### З історії театру

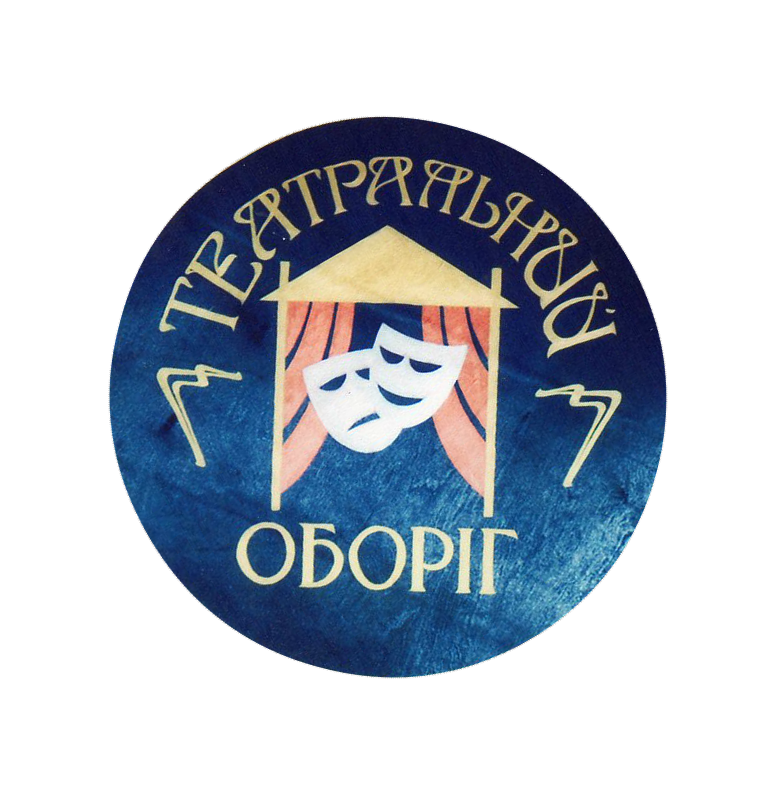
Емблема театру «Оборіг»

Все почалось 1989 року. Саме тоді колишній актор театру ім. Заньковецької та колишній політв’язень сталінських концтаборів Михайло Гарух заснував драматичний колектив. Першим доробком колективу стало створення справжнього театралізованого спектаклю в честь 175-х роковин від дня народження Тараса Шевченка за сценарієм Михайла Гаруха. З цим спектаклем драматичний колектив побував на Київщині, Черкащині, а також у Каневі. Згодом драматичний колектив поставив виставу Марка Кропивницького «Пошились у дурні» (комедія на 3 дії). Ця постановка стала для театру великим кроком уперед — у 1993 році драматичний колектив був удостоєний звання «Народний».
Звання «Народний» дало великий творчий поштовх, і театр розпочав інтенсивну роботу над собою. Було підготовлено ряд вистав за творами класиків українського театру («Зимовий вечір» М. Старицького, «На перші гулі» С. Васильченка, «Стрілецька писанка» Ю. Шкрумеляка, «Бояриня» Лесі Українки» та ін.). Колектив створив десятки літературно-музичних композицій («Великодні передзвони»; «Молися, сину, за Вкраїну його замучили колись», присвячену утворенню ЗУНР та ін.).
У 2004 році з нагоди 15-річчя «Оборогу» колектив провів фестиваль аматорського мистецтва «Театральний Оборіг», який відбувся у рідному для театру Оброшині. На фестиваль були запрошені драматичні колективи з м. Перемишляни та смт. Щирець. «Театральний оборіг» став чудовою традицією святкування круглих дат театру і був організований ще раз у 2009 році, з нагоди 20-ї річниці.

### Не «ОбЕріг», а «ОбОріг». Історія назви театру
Чому «Оборіг»? І що це взагалі таке? Не раз саме такі питання виникають у людей, які перший раз чують назву театру. «Словник української мови» тлумачить це рідковживане слово так: «оборіг — це повітка на чотирьох стовпах для зберігання сіна». Колись таких оборогів у селі, де діє театр, було сила-силенна. Вважають, що саме тому тепер село має назву Оброшино. Від цієї історії назви села виникла назва театру. Ось саме тому не «Оберіг», а «Оборіг».

### Репертуар

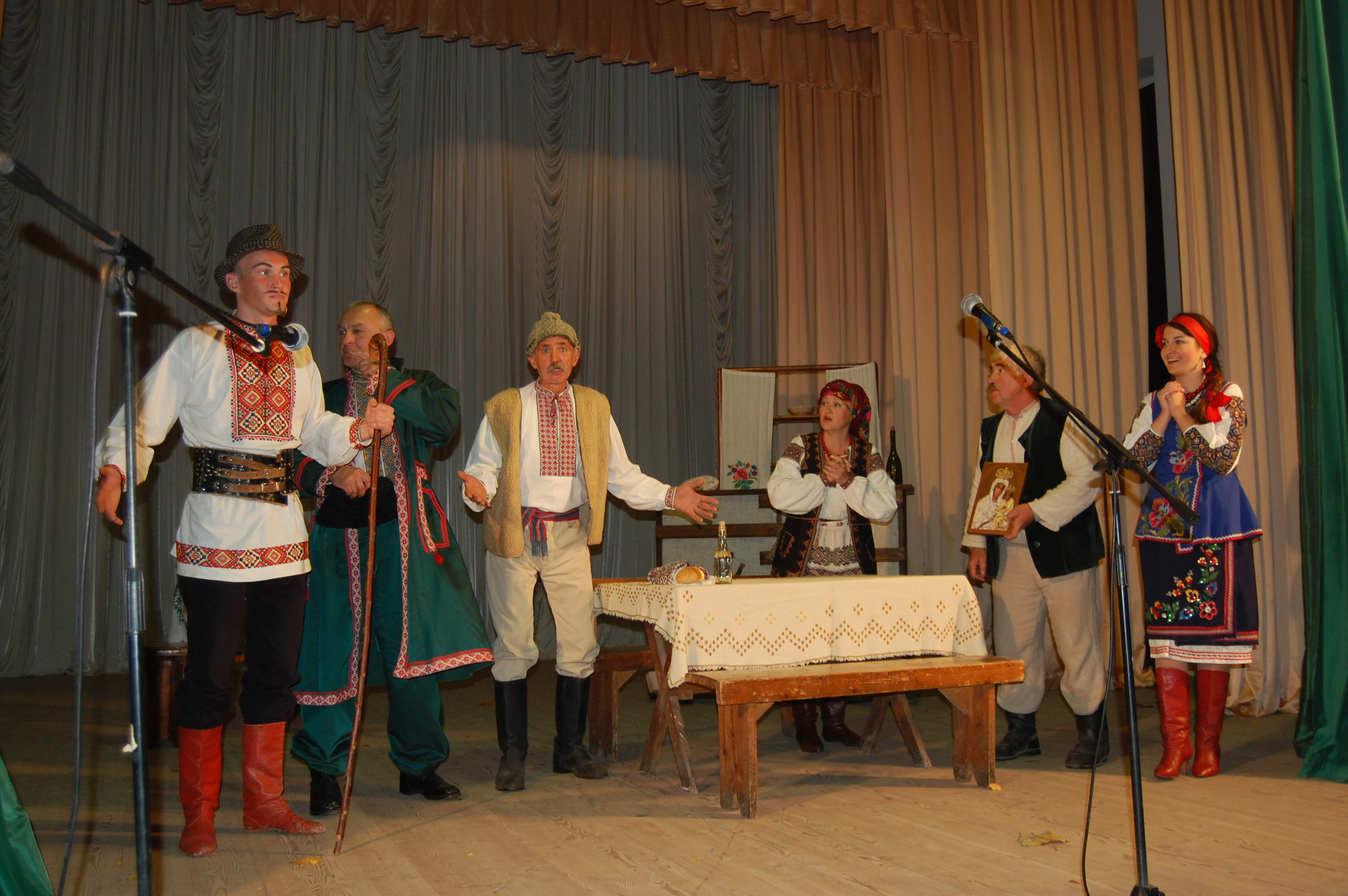
Вистава В Канівця «Витівки шинкарки Феськи»

Репертуар театру різноманітний. Починаючи з літературно-поетичних композицій та закінчуючи виставами на 3 дії. «Оборіг» — постійний учасник святкувань до Дня Незалежності, річниць УПА, Шевченківських днів та інших заходів у рідному селі. Тому велика частина репертуару — національно-патріотичного змісту.
Це театральні дійства («Відгомін майдану» та ін.), інсценівки («Великі роковини» І.Франка, «Кавказ» Т. Шевченка та ін.), літературно-музичні композиції («Голодомор 33», «До Дня Незалежності»та ін.), літературно-драматичні композиції («Ідем до вас із глибини віків», «Ми нащадки твої, Україно» та ін.), сценки («Засідання військового комітету», «Пророчі сни Тараса» та ін.) та інші.

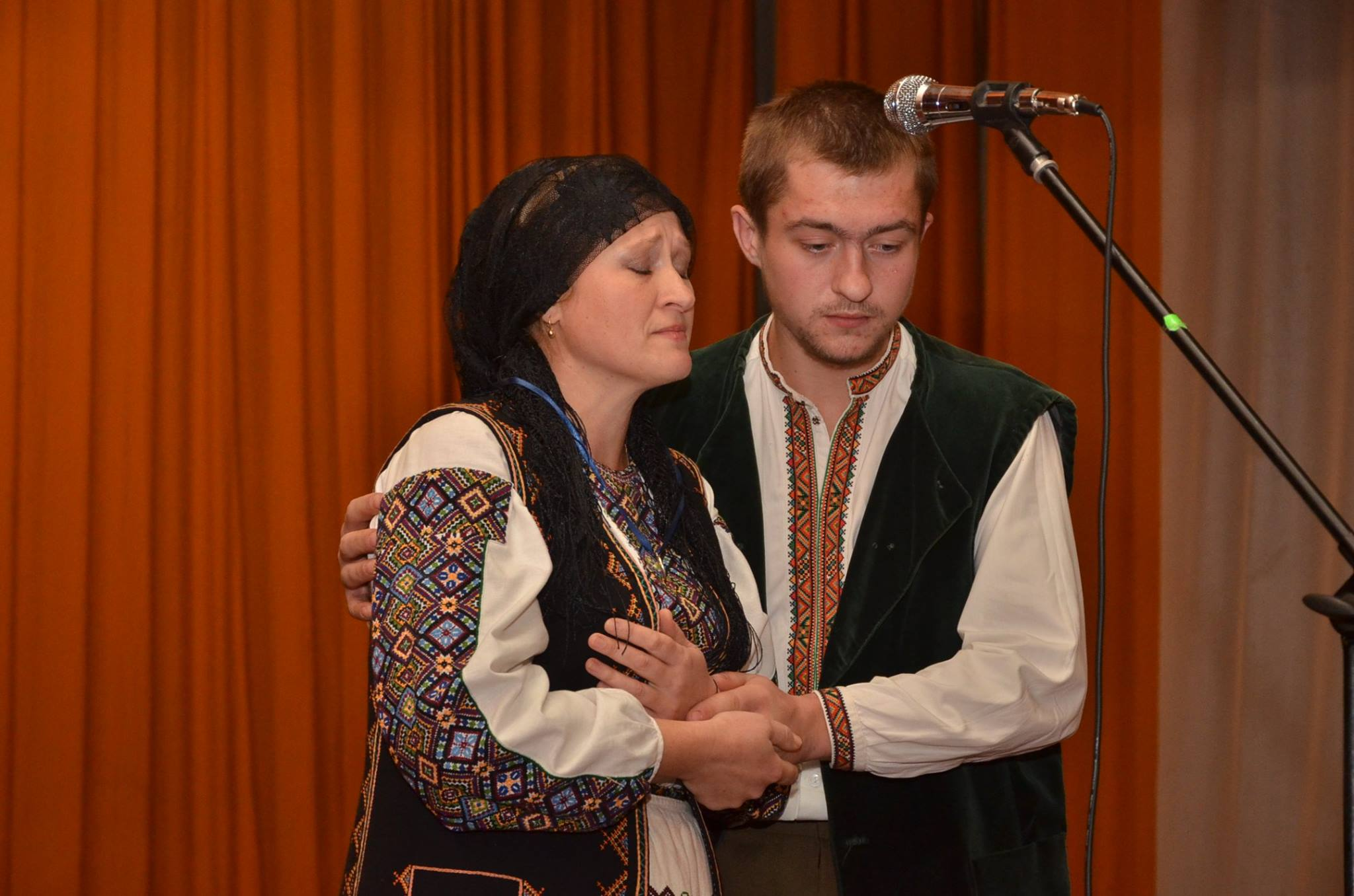
Постановка «Останній бій» до УПА

Якщо одна частина репертуару театру патріотична, то інша — гумористично-розважальна. Адже це головна риса драматичного колективу. «Оборогом» були поставлені гумористичні номери «Дві сусідки», «Хитренко», «Два куми». У 2007 році було створено гумористичну програму «Сусіди, посміхніться», з якою колектив відвідував сусідні села. До репертуару театру також належить привітально-розважальна програма «Козацьке весілля», з яким «Оборіг» часто запрошують на весілля. 
Крім композицій, інсценівок та розважальних програм театр вдосконалюється, ставлячи різноманітні за складністю вистави і тим самим тішить глядача можливістю подивитись якісну виставу у рідному селі.

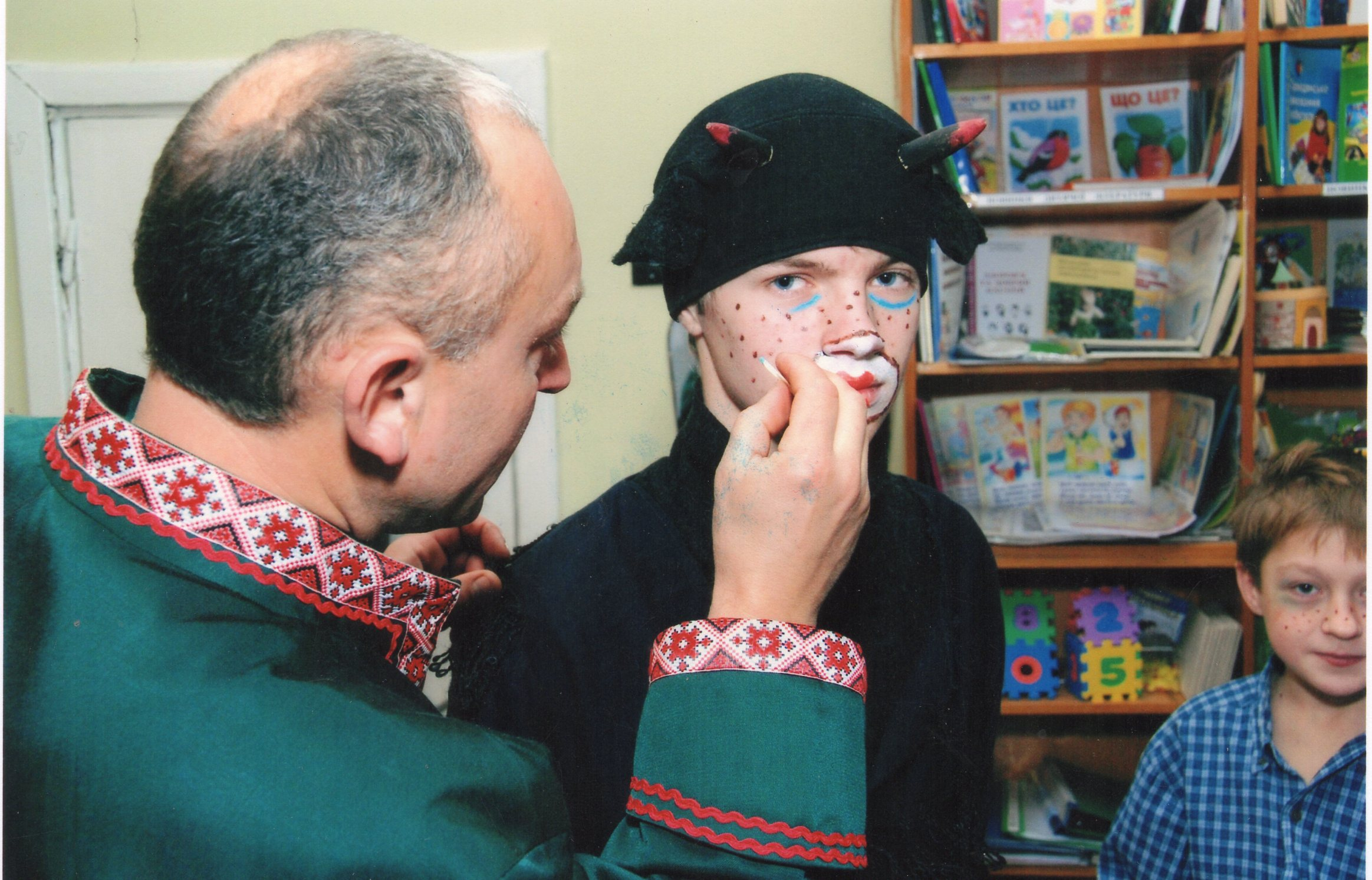
Приготування до театралізованого дійства «Миколай в гостях у дітей»

На рахунку «Оборогу» більш як з десяток вистав: жарт-водевіль Д. Дмитренка в 1 дії «Кум-мірошник», водевіль С. Велісовського «Бувальщина», комедія на 2 дії В. Канівця «Витівки шинкарки Феськи», драматичний етюд М. Старицького «Зимовий вечір» (у 2 діях), постановка З. Боровця «Духовний скарб України», написана спеціально для колективу, «Жартівниця» за Ф. Абікотським в обробці М. Гаруха, завдяки якій у 2005 році театр здобув перемогу на фестивалі «Театральне Надбужжя».
«Оборіг» завжди намагався зламати відносини «актор-глядач» і створити ближчі стосунки. Тому доробок театру — це не тільки вистави, інсценівки, літературно-драматичні композиції тощо. Але й театралізовані дійства, що відбуваються «тет-а-тет» з глядачем. Не сценою єдиною, як то кажуть :) До таких дійств належить «Вертеп», з яким театр щороку відвідує домівки односельчан та розповідає про «щасливу новину» львів`янам та гостям різдвяного Львова. А найулюбленіше театралізоване дійство наших зовсім юних глядачів — «Святий Миколай в гостях у дітей», яке проводиться щороку в дитячих садках, в недільних школах при храмах Львова, під час новорічних святкувань тощо. Драматичний колектив створив понад 8 варіантів «Різдвяного вертепу» та понад 5 постановок «Святий Миколай в гостях у дітей». З першою Різдвяною програмою «Оборіг» відвідав населені пункти Черкащини. Неодноразово колектив виступав у районному центрі, Львові та інших містах і селах Львівщини.

### Участь у фестивалях
«Оборіг» був неодноразовим учасником фестивалю «Театральне Надбужжя» з 2002 до 2015 року. Часто відзначався за найкраще або цікаве виконання ролей і був переможцем (у 2005, 2012, 2013 роках).
Неодноразово театр брав участь у фестивалі гумору та сатири «Веселі копачі» у м. Миколаїв (2008 р., 2011 р., 2013 р., 2014 р.). А 2011 року зайняв почесне 2 місце.
2-ге місце «Оборіг» виборов на Обласному конкурсі читців у 2009 р. А у 2010 р. та 2015 р. став лауреатом 2-го ступеня.
Також був учасником:
- різдвяного концерту «Зростай на щастя на добро» у 2002 р.,
- обласного огляд-конкурсу «Театральна весна» (2002 р.),
- фестивалю «Золота Мельпомена» в Бурштині (Івано-Франківська обл.) (2002 р.),
- фестивалю «Театральне Опілля» в м. Перемишляни (2003 р., 2004 р., 2010 р., 2012 р.),
- районного огляд-конкурсу вертепів (2007 р., 2008 р., 2010 р.),
- 1-го Всеукраїнського фестивалю — конкурсу традицій Холмщини та Підляшшя «Політ на зраненім крилі» (та допомагав у організації) (2007 р.),
- Фестивалі «Велика коляда» (Домініканський собор, Львів) (2009 р., 2010 р., 2011 р., 2012 р., 2015 р.),
- «Прощання з колядою» (у храмах Львову та району) (2010 р., 2011 р., 2012 р., 2013 р.),
- Благодійного районного фестивалю «Яблунева ялинка»,
- огляд-конкурсу театральних колективів «Театральна осінь» (2016 р.).